# Washington Square pályaudvar
A Washington Square pályaudvar a TriMet átszállópontja az Amerikai Egyesült Államok Oregon államának Tigard városában, a Washington Square bevásárlóközpont parkolójában.

## Autóbuszok
- 43 – Taylors Ferry Road (►Lincoln St/SW 3rd Ave)
- 45 – Garden Home (Tigard Transit Center vasútállomás◄►Goose Hollow/SW Jefferson St)
- 56 – Scholls Ferry Rd (►SW Broadway & W Burnside)
- 62 – Murray Blvd (►Sunset pályaudvar)
- 76 – Hall/Greenburg (Legacy Meridian Park Hospital◄►Beaverton pályaudvar)
- 78 – Denney/Kerr Pkwy (Lake Oswego pályaudvar◄►Beaverton pályaudvar)

## Fordítás
- Ez a szócikk részben vagy egészben  a   Washington Square Transit Center című angol Wikipédia-szócikk ezen változatának fordításán alapul.  Az eredeti cikk szerkesztőit annak laptörténete sorolja fel. Ez a jelzés csupán a megfogalmazás eredetét és a szerzői jogokat jelzi, nem szolgál a cikkben szereplő információk forrásmegjelöléseként.